# Brylle Kirke
Brylle Kirke ligger i den gamle del af landsbyen Brylle ca. 12 km SV for Odense i Region Syddanmark.
Den romanske kirke er tidligst nævnt i bevarede kilder 1329, da dens præst, Jacob, bevidnede tilskødningen af noget gods til Skt. Hans Kloster i Odense. Kirken blev lagt anneks til Tommerup Kirke o. 1500, og dette forhold bevaredes indtil 1877. Kirken svarede den højere takst på 20 mark under landehjælpen 1524-26.
Efter reformationen 1536 kom kirken i krones eje. Den blev tilskødet rigsadmiral Henrik Bielke sammen med Tommerup Kirke 1671. Hans arvinger bortauktionerede kirken 1704 til en københavnsk præst, Knud Jacobsen Tommerup, i hvis familie den var frem til 1743, da den var i nevøen, søkaptajn Jacob Clausen Tommerup til Tallerupgårds eje. Den forblev knyttet til Tallerupgård indtil 1780. O. 1800 overtoges den af et konsortium af lokale gårdmænd. Den overgik til selveje 1. juli 1913.

## Bygning
Kirken er i sin kerne en romansk bygning af rå kamp og formentlig opført i det senere 1100-tal. Af denne bygning er bevaret skibet og korets langvægge, den oprindelige apside er nedrevet. I senmiddelalderen, o. 1490, rejstes tårnet i vest og både kor og skib fik hvælv. Senere i middelalderen byggedes våbenhuset.

## Kalkmalerier
1894 fremdroges kalkmalede dekorationer i koret i form af cirkelkors på hvælv og geometrisk ornamentik på ribber og buer samt indskrifter og bomærker. Et yngre gotisk figurmaleri i korets østkappe blev fjernet ved Jacob Kornerups restaurering af den ældre udsmykning. En tilsvarende udsmykning af skibet blev afdækket 1912 og blev rekonstrueret på nyt kalklag året efter.

## Inventar
Kirkens ældste inventar er fra romansk tid, nemlig en granitdøbefont og et tysk røgelseskar udformet som en korsformet bygning, der nu er i Nationalmuseet. Korbuekrucifikset er fra o. 1475, mens den senmiddelalderlige altertavle blot er bevaret igennem fem apostelfigurer, der er monteret på prædikestolen fra 1854. Altersættet er fire år yngre, mens altertavlen er udført 1882 som en kopi efter Christen Dalsgaards Jesus hos Martha og Maria fra 1882 (i Vejstrup Valgmenighedskirke).

## Gravminder
Der er bevaret en del gravsten fra 1600-tallet med tilknytning til gårdene Broholm, Thobo og Lille Stærmose. Der er i alle tilfælde tale om skriftsten med ingen eller sparsom figurativ udsmykning.

## Eksterne kilder og henvisninger
- Wikimedia Commons har flere filer relateret til Brylle Kirke
- Brylle Kirke hos danmarkskirker.natmus.dk (Danmarks Kirker, Nationalmuseet).

- Brylle Kirke hos KortTilKirken.dk